# 2019년 LG 트윈스 시즌
2019년 LG 트윈스 시즌은 LG 트윈스의 KBO 리그에서의 38번째 시즌이자 류중일 감독 부임 후 2번째 시즌이다.
팀은 정규 시즌 4위를 기록하며 3년만에 포스트시즌에 진출했다.

## 타이틀
- 프리미어 12 은메달: 최일언(코치), 고우석, 차우찬, 김현수
- KBO 신인상: 정우영
- KBO 페어플레이상: 채은성
- 일구상 신인상: 정우영
- 일구상 프로지도자상: 최일언
- 조아제약 프로야구대상 프로코치상: 최일언
- 조아제약 프로야구대상 신인상: 정우영
- 조아제약 프로야구대상 프런트상: LG 트윈스 프런트
- 스포츠서울 올해의 프런트상: LG 트윈스 프런트
- 스포츠서울 올해의 특별상: 한선태
- 스타뉴스 선정 2010년대 포지션별 베스트10: 정근우 (2루수), 김현수 (외야수 3위)
- 웰컴톱랭킹 3-4월 투수 1위: 윌슨
- 와일드카드 결정전 MVP: 켈리
- 올스타 선발: 윌슨 (선발투수), 정우영 (구원투수), 고우석 (마무리투수), 김민성 (3루수), 김현수 (외야수 1위), 이천웅 (외야수 3위), 이형종 (지명타자)
- 올스타전 추천선수: 유강남
- 올스타전 우수타자상: 김현수
- 컴투스프로야구 레전드 카드: 이병규
- 컴투스프로야구2022 타이틀홀더 라인업: 고우석 (마무리투수)
- 고의4구: 김현수 (9)
- 희생타: 정주현 (16)
- 마무리등판: 고우석 (54)
- 세이브포인트: 고우석 (42)
- 퀄리티 스타트: 켈리 (24)
- 구원승: 고우석 (8)
- 땅볼 유도: 윌슨 (261)
- 견제 아웃: 차우찬 (4)

### 퓨처스리그
- 아시아 윈터 베이스볼 리그 국가대표: 강정현, 구본혁
- 플레이어스 초이스 어워드 퓨처스리그 우수선수상: 강정현
- 퓨처스 올스타: 강정현, 김의준, 백승현, 홍창기
- 북부리그 볼넷: 홍창기 (45)

## 선수단
- 선발투수: 켈리, 윌슨, 차우찬, 류제국, 배재준
- 구원투수: 김대현, 이우찬, 정우영, 진해수, 문광은, 이동현, 임찬규, 한선태, 강정현, 김정후, 이상규, 류원석, 심수창, 임지섭, 장원삼, 송은범, 신정락
- 마무리투수: 고우석, 여건욱, 오석주, 이상영, 정찬헌, 최동환
- 포수: 유강남, 이성우, 전준호, 김재성, 정상호
- 1루수: 조셉, 페게로, 김용의
- 2루수: 정주현, 신민재, 박지규, 윤진호
- 유격수: 오지환
- 3루수: 김민성, 김재율, 구본혁, 류형우, 백승현, 양종민
- 좌익수: 이형종, 김현수, 전민수
- 중견수: 이천웅
- 우익수: 채은성, 홍창기
- 지명타자: 박용택, 양원혁, 서상우

## 여담
- 6월 12일 롯데 자이언츠와의 경기에서 팀은 KBO 리그 사상 최초의 끝내기 스트라이크 낫아웃으로 승리했다.
- 팀은 6월 9일부터 13일까지 4경기 연속으로 연장전을 치러, KBO 리그 사상 단일 시즌 최다 경기 연속 연장승부 기록을 세웠다.
- 켈리는 8월 29일 한화 이글스와의 경기에서 2회에 김태균, 백창수, 손창민을 모두 삼구삼진 처리하여 무결점 이닝을 달성했다. 그러나 해당 경기는 우천 취소되었다.
- 박용택은 KBO 리그 사상 최초로 통산 8000타수를 달성했다.
- 유강남은 3루 도루를 12번, 더블 스틸을 6번 허용하여 2013년 이후 단일 시즌 최다 기록을 세웠다.
- 고우석은 키움 히어로즈와의 준플레이오프 1차전에서 KBO 리그 포스트시즌 역대 최초의 1구 패전투수가 되었다.
- 심수창은 이 시즌을 끝으로 은퇴하여 KBO 리그 통산 1000이닝 미만 투수 중 통산 최다 피안타(1154) 기록을 세웠다.
- 윤진호는 이 시즌을 끝으로 은퇴하여 구단 사상 통산 최저 WAR(-2.66) 기록을 세웠다.
- 2020 신인드래프트에서 2차 3라운드로 손호영을 지명함에 따라 손호영은 독립야구단 경기도리그에서 KBO 리그에 진출한 최초의 선수가 되었다.

## 같이 보기
- 2020년 LG 트윈스 시즌